# 로스알라모스 (칠레)
로스알라모스(스페인어: Los Álamos)는 칠레 비오비오주 아라우코 현의 코무나이다.